# Myrta Silva
Myrta Blanca Silva Oliveros (* 11. September 1927 in Arecibo; † 2. Dezember 1987 in San Juan) war eine puerto-ricanische Sängerin, Schauspielerin und Komponistin.
Silva zählt neben Luisa Capetillo, Trina Padilla de Sanza und María Cadilla de Martínez zu den aus Arecibo stammenden Frauen, die die musikalische Kultur Puerto Ricos im 20. Jahrhundert geprägt haben. Bereits zehnjährig trat sie im Teatro Oliver ihrer Heimatstadt auf. 1939 kam sie mit ihrer Familie nach New York, wo sie im Rundfunk und in Musikproduktionen der hispanischen Theaterszene auftrat. Rafael Hernández nahm sie aus Guarachera in sein Cuarteto Victoria auf, mit dem sie durch mehrere Länder Lateinamerikas reiste. Sie arbeitete außerdem mit Moncho Usera und Armando Castro zusammen und trat im Club Playa in Escambrón auf.
Als Komponistin debütierte Silva 1941 mit dem Lied Cuando vuelvas, das von Ruth Fernández aufgenommen wurde. En mi soledad (1942) wurde in den Interpretationen von Daniel Santos und Virginia López bekannt, Así es la vida von Lope Balaguer interpretiert. 1949 wurde sie Leadsängerin der kubanischen Band Sonora Matancera. Regelmäßige Auftritte bei Radio Progreso und in den Nachtclubs Havannas sowie Aufnahmen bei den Labels Cafamo Records und Seeco Records brachten ihr den Titel „Reina de la Guaracha“ ein.
Ab 1956 präsentierte sie die wöchentliche Fernsehshow Una Hora contigo, ab 1967 bei Rafio TV Mirror die Show El Mejor de Variedades en Nueva York. In den 1960er und 1970er Jahren entstanden zudem Kompositionen wie Qué sabes tú, Tengo que acostumbrarme, Juguetes del destino, Fin de un amor, Aunque se oponga el mundo, Cuando la lluvia cae, Yo quiero volverme a enamorar, No te vayas de mi vida und Sabes una cosa cariño; letztere wurde durch Evelyn Souffront im Rundfunk bekannt. Bei der Puerto Rico Public Broadcasting Corporation moderierte sie in den 1970er und 1980er Jahren Musiksendungen.
Myrta Silva litt in ihren letzten Lebensjahren an Alzheimer und verstarb an einer Verbrennung, die sie sich beim Duschen mit zu heißem Wasser zugezogen hatte.